# Русанов, Валерий Иванович
Валерий Иванович Русанов (5 мая 1934 года — 18 октября 2011 года) — советский спортсмен, советский и российский тренер конькобежному спорту. Заслуженный тренер РСФСР, отличник просвещения СССР, отличник народного просвещения РСФСР, ветеран труда.

## Биография
В 1961 году основал в Ярославле школу по конькобежному спорту, которой руководил в течение 43 лет. За время работы директором ДЮСШ № 3 Валерий Иванович был награждён дипломом Олимпийского комитета России и знаком отличия «За заслуги перед городом Ярославлем».
После его смерти название Открытого первенства Ярославля по конькобежному спорту было дополнено словами «памяти В. И. Русанова».